# Universidad Nacional de Colombia sede Manizales
Universidad Nacional de Colombia sede Manizales är ett universitet i Colombia. Det ligger i kommunen Manizales och departementet Caldas, i den centrala delen av landet, 160 km väster om huvudstaden Bogotá. 